# 비보륵스카야역
비보륵스카야역(러시아어: Выборгская)은 러시아 상트페테르부르크 시에 있는 상트페테르부르크 지하철 키롭스코 비보륵스카야 선의 철도역이다. 1975년 4월 22일에 개통되었다.

## 구조
비보륵스카야 역은 67m 깊이에 위치한 역이다. 지하 대합실은 건축가 A.V.Juka, V.F.Drozdov, E.A.Juka의 프로젝트 일원에 따라 설계되었다. 에스컬레이터의 상부 벽에는 높은 수준의 작업장을 나타내는 바가 있다. 아치 기둥은 철근 콘크리트로 장식되어 있고, 기둥들은 중앙 홀 쪽으로 확장되어 있다.